# Angelet de muntanya
L'angelet de muntanya (Leptidea reali) és una espècie de lepidòpter papilionoïdeu de la família dels pièrids (Pieridae), subfamília Dismorphiinae, present als Països Catalans.

## Distribució
Leptidea reali s'ha trobat en molts països de l'Europa occidental. Es necessita més investigació per descobrir la seva veritable distribució donada la seva confusió amb Leptidea sinapis; de fet, la seva actual distribució coneguda al continent és sospitosament irregular.

## Característiques
És molt semblant a Leptidea sinapis i l'única manera concloent per separar les dues espècies és mitjançant un examen minuciós de la genitàlia.

## Taxonomia
Un estudi fet el 2011 conclou que Leptidea reali és un dels tres membres d'un grup d'espècies críptiques que també inclou Leptidea sinapis  i una nova espècie Leptidea juvernica. Aquest estudi es va basar en l'anàlisi dels cariotips i l'anàlisi de marcadors de l'ADN mitocondrial nuclear. Es va determinar que Leptidea reali es presenta només a Espanya, Itàlia i sud de França. Leptidea juvernica oscil·la entre la Irlanda i França a l'oest fins al Kazakhstan a l'est. Els mesuraments de la genitàlia per a les tres espècies va permetre la separació d'aquestes dues espècies de Leptidea sinapis. Leptidea juvernica i Leptidea reali no podien separar-se basant-se en el mesurament de la genitàlia.

## Comportament
Observacions de camp han posat de manifest diferències de comportament entre Leptidea reali i Leptidea sinapis que es descriuen com un vol més fort i amb una preferència pels hàbitats més oberts.

## Cicle de vida i plantes nutrícies
El cicle de vida, el període de vol i les plantes nutrícies semblen actualment que són similars a Leptidea sinapis.

## Galeria

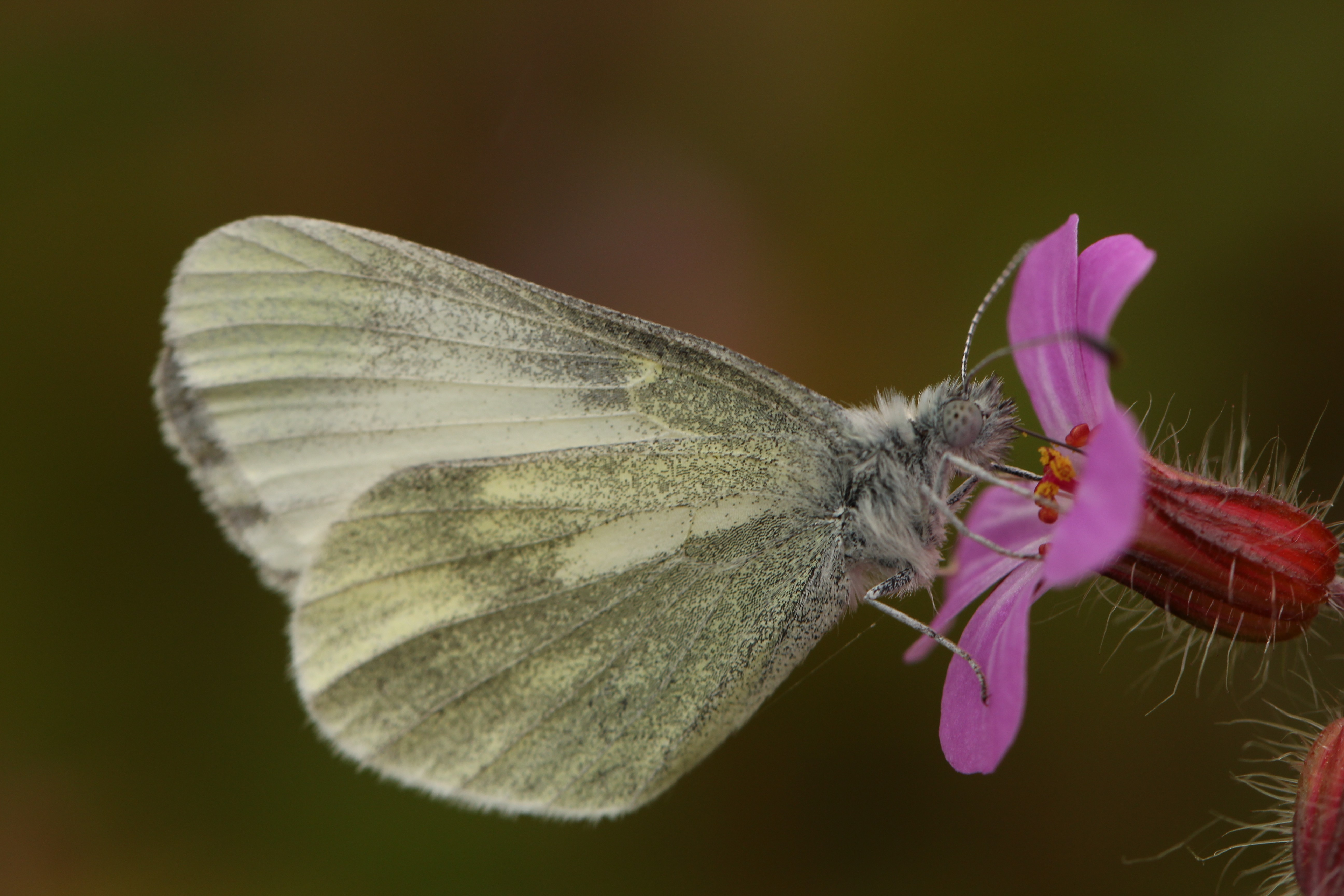
Leptidea juvernica
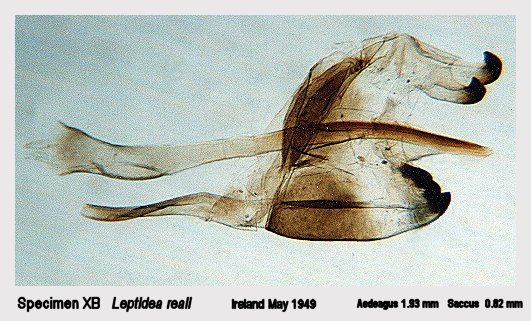
Genitàlia de Leptidea juvernica vist al microscopi.